# Uppdrag granskning
Uppdrag granskning (littéralement : « Mission investigation ») est une émission de journalisme d'investigation de la télévision suédoise. L'émission est produite et diffusée à la télévision suédoise nationale Sveriges Television. Elle est connue pour l'utilisation de caméras et de microphones cachés.